# Legio XV Apollinaris
Legio XV Apollinaris (XV Аполлонів легіон) — римський легіон. Мав прізвисько Pia Fidelis.

## Історія
Створений у 41 році до н. е. Октавіаном. Відбулося своєрідне відновлення легіону з тією ж назвою, що створив у 53 році до н. е. Гай Юлій Цезар. Вперше відзначився у війні проти Секста Помпея у 36 році до н. е. В 31 році до н. е. брав участь у битві при Акціумі. Після цього стояв в Іллірику до 27 року до н. е., коли перебазовано до Тарраконської Іспанії. У 29-19 роках до н. е. воював проти кантабрів та астурів. Слідом за цим повернувся до Іллірика. У 6 році н. е. спрямовано до Паннонії для придушення повстання місцевих племен, яке тривало до 9 року. Після цього отаборився у колонії Юлія Емона (сучасне м. Любляна, Словенія).
Зі вступом у 14 році на трон Тиберія легіон перебазовано до Карнунта, де стояв до 61 року. Тоді за наказом Нерона перейшов до Сирії. 63 року поступив під загальне командування Гнея Доміція Корбулона й діяв у Вірменії проти парфянського війська. У 65 році відправлено до Александрії (Єгипет). У 67 році на чолі із легатом Титом Флавієм Веспасіаном відправлено на придушення першого юдейського повстання. Відзначився під час облоги фортець Йотапата та Гамла, потім при захопленні Єрусалима. Коли війна закінчилася, він супроводжував Тита до Олександрії.
У 73 році легіон повернувся до Карнунта. У 86-88 роках був учасником війни проти Дакії, звитяжив під час Першої битви при Тапах. У 101–102 та 105–106 роках був у складі армії імператора Траяна під час війн проти даків. Після цього повернувся до Карнунта. У 115–117 роках легіон був учасником війни проти Парфії, відзначився при захопленні Месопотамії.
У 117 році за наказом імператора Адріана легіон перемістився до м. Саттала (провінція Каппадокія), окремі частини стояли у Трапезунді та Анкирі. У 134 році легіон брав участь в захисті кордонів імперії від нападу племені аланів. В 162–166 роках воював проти Парфії у складі війська під орудою імператора Луція Вера, відзначившись при захопленні столиці Вірменії Атаксати. У 175 році легіон не підтримав заколот Авідія Кассія, за що отримав від імператора Марка Аврелія прізвисько «Pia Fidelis».
За імператора Коммода легіон воював у Вірменії. В 193 році підтримав Песценнія Нігера у боротьбі за владу із імператором Септимієм Севером. У 197–198 роках воював проти парфян під час походу Септимія Севера. В 217 році за імператора Каракалли брав участь у війні проти Парфії. У 232–233 роках легіон — учасник військової кампанії імператора Александра Севера проти персів, що намагалися атакувати провінцію Сирія. Згодом був учасником військової кампанії за часів імператора Гордіана III.
За імператора Валеріана у 256 році стояв табором в Сатталі, а з 258 року — у Трапезунді. У 261 році підтримав Одената, володаря Пальмірської держави. З 273 року за імператора Авреліана підрозділи легіону стояли у Трапезунді та Сатталі. У 297–298 роках за імператора Діоклетіана брав участь в успішному поході проти Персії. Після цього на тривалий час отаборився у Сатталі. У 395 році він ще перебував тут, підкоряючись дуксу Вірменії. Остання згадка про легіон датується початком V століття.